# Vauchrétien
Vauchrétien est une ancienne commune française située dans le département de Maine-et-Loire, en région Pays de la Loire, devenue le 15 décembre 2016 une commune déléguée au sein de la commune nouvelle de Brissac Loire Aubance.

## Géographie
Commune angevine du Saumurois, Vauchrétien se situe à 3 km au sud-ouest de Brissac-Quincé, sur les routes D 127, Saint-Melaine-sur-Aubance / Notre-Dame-d'Allençon, et D 55, Bellevigne-en-Layon / Brissac-Quincé,.

## Histoire
D'après le Célestin Port retraçant l'historique des communes de Maine-et-Loire, la première trace des origines du nom de Vauchrétien est tirée d'un document daté approximativement de 1050. Il y est mentionné Curtis que dicitur Vallis Christiana. À l'origine au centre de la forêt de Beaulieu, le village serait né de quelque ermitage au XIe siècle qui deviendra au XIIe siècle une villa importante aux carrefours de Brissac, Thouarcé et Angers.
Un projet de regroupement se dessine au milieu des années 2010. Il est entériné par les conseils municipaux en juin 2016 et intervient en décembre, donnant naissance à la commune nouvelle de Brissac Loire Aubance. Vauchrétien devient alors une commune déléguée,.

## Politique et administration

### Administration municipale

#### Administration actuelle
Depuis le 15 décembre 2016 Vauchrétien constitue une commune déléguée au sein de la commune nouvelle de Brissac Loire Aubance et dispose d'un maire délégué.
| Période                                  | Période  | Identité      | Étiquette | Qualité |
| ---------------------------------------- | -------- | ------------- | --------- | ------- |
| 15 décembre 2016                         | mai 2020 | Hervé Faës    |           |         |
| mai 2020                                 | en cours | Stéphen Lehée |           |         |
| Les données manquantes sont à compléter. |          |               |           |         |

#### Administration ancienne
| Période                                  | Période         | Identité            | Étiquette | Qualité |
| ---------------------------------------- | --------------- | ------------------- | --------- | ------- |
| 1951                                     | mai 1953        | Jean Lamoureux      | SE        |         |
| mai 1953                                 | mars 1965       | Jean Claude Mercier | SE        |         |
| mars 1965                                | mars 1971       | Auguste Delaunay    | SE        |         |
| mars 1971                                | mars 1977       | Henri Robichon      | SE        |         |
| mars 1977                                | mars 1989       | Charles Cottier     | SE        |         |
| mars 1989                                | +7 janvier 1995 | Georges Sécher      | SE        |         |
| juin 1995                                | mars 2008       | Henri Deshais       | SE        |         |
| mars 2008                                | décembre 2016   | Hervé Faës          | SE        |         |
| Les données manquantes sont à compléter. |                 |                     |           |         |

### Ancienne situation administrative
Jusqu'en 2016 la commune est intégrée à la communauté de communes Loire Aubance. Cette structure intercommunale regroupait treize communes, dont Vauchretien, Brissac-Quincé, Juigné-sur-Loire, Saint-Melaine-sur-Aubance. À la suite de la révision du schéma départemental de coopération intercommunale, le 1er janvier 2017 les communautés de communes Loire-Layon, Coteaux du Layon et Loire Aubance fusionnent dans la communauté de communes Loire Layon Aubance.
Vauchretien était également membre du syndicat mixte Pays Loire-Angers.
Jusqu'en 2014, la commune fait partie du canton de Thouarcé et de l'arrondissement d'Angers. Le canton de Thouarcé compte alors dix-sept communes. Dans le cadre de la réforme territoriale, un nouveau découpage territorial pour le département de Maine-et-Loire est défini par le décret du 26 février 2014. Le canton de Thouarcé disparait et la commune est rattachée au canton des Ponts-de-Cé, avec une entrée en vigueur au renouvellement des assemblées départementales de 2015.

## Population et société

### Évolution démographique
L'évolution du nombre d'habitants est connue à travers les recensements de la population effectués dans la commune depuis 1793. À partir du 1er janvier 2009, les populations légales des communes sont publiées annuellement dans le cadre d'un recensement qui repose désormais sur une collecte d'information annuelle, concernant successivement tous les territoires communaux au cours d'une période de cinq ans. 
Pour les communes de moins de 10 000 habitants, une enquête de recensement portant sur toute la population est réalisée tous les cinq ans, les populations légales des années intermédiaires étant quant à elles estimées par interpolation ou extrapolation. Pour la commune, le premier recensement exhaustif entrant dans le cadre du nouveau dispositif a été réalisé en 2004,.
En 2014, la commune comptait 1 496 habitants, en évolution de +1,63 % par rapport à 2009 (Maine-et-Loire : +3,3 %, France hors Mayotte : +2,49 %).
| 1793  | 1800 | 1806  | 1821 | 1831  | 1836  | 1841  | 1846  | 1851  |
| ----- | ---- | ----- | ---- | ----- | ----- | ----- | ----- | ----- |
| 1 220 | 805  | 1 026 | 966  | 1 075 | 1 112 | 1 020 | 1 027 | 1 005 |

| 1856 | 1861 | 1866 | 1872 | 1876 | 1881 | 1886 | 1891 | 1896 |
| ---- | ---- | ---- | ---- | ---- | ---- | ---- | ---- | ---- |
| 967  | 985  | 952  | 894  | 879  | 870  | 894  | 867  | 809  |

| 1901 | 1906 | 1911 | 1921 | 1926 | 1931 | 1936 | 1946 | 1954 |
| ---- | ---- | ---- | ---- | ---- | ---- | ---- | ---- | ---- |
| 767  | 817  | 743  | 682  | 672  | 657  | 684  | 724  | 732  |

| 1962 | 1968 | 1975 | 1982 | 1990  | 1999  | 2006  | 2009  | 2014  |
| ---- | ---- | ---- | ---- | ----- | ----- | ----- | ----- | ----- |
| 690  | 618  | 614  | 813  | 1 198 | 1 395 | 1 558 | 1 472 | 1 496 |

### Pyramide des âges
La population de la commune est relativement jeune. Le taux de personnes d'un âge supérieur à 60 ans (14,9 %) est en effet inférieur au taux national (21,8 %) et au taux départemental (21,4 %).
Contrairement aux répartitions nationale et départementale, la population masculine de la commune est supérieure à la population féminine (50,1 % contre 48,7 % au niveau national et 48,9 % au niveau départemental).
La répartition de la population de la commune par tranches d'âge est, en 2008, la suivante :
- 50,1 % d’hommes (0 à 14 ans = 25 %, 15 à 29 ans = 15,1 %, 30 à 44 ans = 22,3 %, 45 à 59 ans = 21,8 %, plus de 60 ans = 15,8 %) ;
- 49,9 % de femmes (0 à 14 ans = 23,7 %, 15 à 29 ans = 14,8 %, 30 à 44 ans = 24,1 %, 45 à 59 ans = 23,5 %, plus de 60 ans = 13,8 %).

| Hommes | Classe d’âge | Femmes |
| ------ | ------------ | ------ |
| 0,1    | 90 ans ou +  | 0,1    |
| 4,3    | 75 à 89 ans  | 5,4    |
| 11,4   | 60 à 74 ans  | 8,3    |
| 21,8   | 45 à 59 ans  | 23,5   |
| 22,3   | 30 à 44 ans  | 24,1   |
| 15,1   | 15 à 29 ans  | 14,8   |
| 25,0   | 0 à 14 ans   | 23,7   |

| Hommes | Classe d’âge | Femmes |
| ------ | ------------ | ------ |
| 0,4    | 90 ans ou +  | 1,1    |
| 6,3    | 75 à 89 ans  | 9,5    |
| 12,1   | 60 à 74 ans  | 13,1   |
| 20,0   | 45 à 59 ans  | 19,4   |
| 20,3   | 30 à 44 ans  | 19,3   |
| 20,2   | 15 à 29 ans  | 18,9   |
| 20,7   | 0 à 14 ans   | 18,7   |

## Économie
Sur 105 établissements présents sur la commune à fin 2010, 29 % relevaient du secteur de l'agriculture (pour une moyenne de 17 % sur le département), 8 % du secteur de l'industrie, 19 % du secteur de la construction, 34 % de celui du commerce et des services et 11 % du secteur de l'administration et de la santé.

## Culture locale et patrimoine

### Lieux et monuments
- La construction de l'église de Vauchrétien fut entamée à la fin du Xe siècle. Un incendie a détruit sa toiture en 1974.
- Le presbytère du XVe siècle, jouxtant l'église sur son flanc droit, a été rénové en 1997 afin d'y installer la bibliothèque et un espace destiné à l'informatique. Après la prise de compétence par la communauté de communes, le cybercentre de Vauchrétien rejoint le réseau EMILA (Espace Multimédia Internet en Loire-Aubance) en 2007. Dans le même bâtiment est ouvert en décembre 2009 une ludothèque. Aujourd'hui, cet ancien presbytère, renommé « Espace Culturel de Vauchrétien », met à la disposition des usagers trois services publics : la bibliothèque, l'EMILA (cybercentre) et la ludothèque.